# Nosybus orthoptera
Nosybus orthoptera är en insektsart som beskrevs av Fraser 1952. Nosybus orthoptera ingår i släktet Nosybus och familjen Berothidae. Inga underarter finns listade i Catalogue of Life.